# خوردگی میکروبی
خوردگی میکروبیولوژیکی (MIC) به نوعی از خوردگی گفته می‌شود که به واسطه میکروارگانیسم‌هایی به وجود آمده باشد، که با چشم غیر مسلح قابل مشاهده نباشند. میکروجلبک‌ها، قارچ‌ها و باکتری‌ها می‌توانند باعث سرعت بخشیدن به فرایند خوردگی یا تغییرمکانیسم فرایند خوردگی شوند.
این موجودات شامل انواع میکروسکوپی مثل باکتری‌ها و انواع ماکروسکوپی مثل جلبک‌ها و جانوران دریایی دیگر هستند. موجودات میکروسکوپی و ماکروسکوپی در محیط‌های دارای pHهای ۰ تا ۱۱، درجه و حرارت‌های ۳۰ تا ۱۸۰ درجه فارنهایت و تا فشارهای 15000 PSI زندگی می‌کنند و تکثیر می‌یابند. فعالیت‌های بیولوژیکی ممکن است بر خوردگی در محیط‌های مختلفی مثل خاک، آب طبیعی و آب دریا، محصولات نفتی و مایعات روغن کاری تأثیر بگذارد.
میکرو ارگانیسم‌ها هیچ نوع به خصوصی از خوردگی را ایجاد نمی‌کنند بلکه آن‌ها با حمله موضعی باعث ایجاد حفره، افزایش خوردگی فرسایشی، افزایش خوردگی گالوانیکی، ترک خوردگی حاصل از خوردگی تنشی و شکست هیدروژنی می‌شوند. خوردگی میکروبی برای تمام فلزات و آلیاژها به استثنای تیتانیوم و آلیاژهای با درصد بالای کروم نیکل گزارش شده‌است. این نوع خوردگی برای مواد فلزی و غیر فلزی که در معرض آب دریا، آب مقطر، سوخت‌های هیدروکربنی نفت خام و نفت تقطیر شده، مواد شیمیایی مورد استفاده در فرایند، مواد غذایی، بدن انسان، بزاق، و فاضلاب اثبات شده‌است. هم چنین مواردی گزارش شده‌است که این نوع خوردگی در جاهایی که اصلاً مورد انتظار نیست با سرعت بالایی اتفاق می‌افتد.
این موجودات بعضی مواد را تغذیه کرده و مواد دیگر را به وجود می‌آورند. این پروسس‌ها می‌تواند به طرق زیر بر رفتار خوردگی اثر بگذارد:
۱. با تأثیر مستقیم بر واکنش‌های آندی و کاتدی
۲. با تأثیر بر پوسته‌های محافظ سطحی
۳. با به وجود آوردن محیط‌های خورنده
۴. با تولید رسوبات

## مکانیسم خوردگی میکروبی
اولین پیشنهادی که مکانیسم اساسی خوردگی میکروبی را تشریح شده‌است، تئوری دپلاریزاسیون کاتدی است که بر اساس مصرف هیدروژن توسط باکتری‌های احیاکننده سولفات تشریح می‌شود. بر اساس این تئوری آند (سطحی که دارای پتانسیل الکتریکی مثبت است) و کاتد (سطحی که دارای پتانسیل الکتریکی منفی است) با توجه به سطح فلز مشخص می‌شوند.
تا زمانی که کاتد الکترون تولید شده به وسیله آند را مصرف می‌کند، آند تولید Fe2+ و الکترون می‌کند. در شرایط بی‌هوازی الکترون‌ها باعث احیا یون H+ از آب می‌شوند. وفیلمی ازهیدروژن بر روی سطح فلز تشکیل می‌شود. فیلم هیدروژن کاتدی به وسیله باکتری‌های احیاکننده سولفات مصرف می‌شود و کاتد دپلاریزه شده، انتقال الکترون را از آند به کاتد آسان تر می‌کند. بر طبق این تئوری مهار پیوسته فیلم هیدروژن به وسیله SRB باعث انحلال آهن می‌شود؛ بنابراین این نظریه حاکی از آن است که هر باکتری بی هوازی مصرف‌کننده هیدروژن، می‌تواند باعث خوردگی آهن شود.

## باکتری‌های تأثیرگذار در خوردگی میکروبی
یکی از باورهای غلط در مورد MIC نسبت دادن منبع اصلی مشکلات به باکتری Desulfovibrio desulfuricans به عنوان یک باکتری احیاکننده سولفات، است. در حالی که باکتری‌های زیادی در وجود این مشکل نقش دارند. یکی از دلایل این باور غلط شروع موضوع MIC با پرداختن به باکتری‌های احیاکننده سولفات است و البته بدیهی است که در مورد پرداختن به نقش این باکتری‌ها اغراق شده‌است. به نقل از سانچز دل جونکو و سایرین، به نظر می‌رسد که منبع این "افسانه SRB" با تحقیق هامیلتون که به MIC به عنوان "مهم‌ترین مسئله مربوط به باکتری‌های کاهنده سولفات" می‌پرداخت آغاز گردید. قطعاً، نقش SRB مورد اغراق قرار گرفته‌است. کامریتسکی متوجه شد که MIC فولاد بدون لکه ۳۰۴ در آب با کلرید پایین (کمتر از 100 ppm) می‌تواند توسط باکتری‌هایی از قبیل باکتری‌های اکسیدکننده آهن (کاهش توانایی بالقوه ایجاد حفره)، باکتری‌های اکسیدکننده منگنز (تأثیر بهبوددهنده) و باکتری‌های کاهنده سولفات (تأثیرات استحکام حفره‌ها) روی داده باشند. کریچلی، جواهردشتی، بیچ و سایرین و به‌طور کامل تر، جونز و امی لیست جزئی تری از باکتری‌هایی ارائه می‌دهند که ممکن است در فرایند فرسایندگی نقش داشته باشند که در این میان، SRB تنها یکی از این گروه‌ها هستند.
در واقع، در طبیعت چیزی تحت عنوان محیط کشت خالص از این باکتری‌ها وجود ندارد و لذا ممکن است تصویری تقربیا پیچیده از تمامی واکنش‌های باکتریایی احتمالی که ممکن است به‌طور هم‌زمان و به صورت توالی روی دهند، داشته باشیم.
دو گستره از باکتری‌ها بیشترین نقش را در MIC دارند: باکتری‌های مشهور کاهنده سولفات (SRB) و باکتری‌های نسبتاً گمنام کاهنده آهن (IRB)
باکتری‌های احیاکننده سولفات:
باکتری‌های احیاکننده سولفات انرژی مورد نیاز خود را از مواد مغذی آلی بدست می‌آورند. آن‌ها بی‌هوازی هستند. به عبارت دیگر، آن‌ها برای رشد و فعالیت خود نیازی به اکسیژن ندارند، و برای رشد از یک جایگزین به نام سولفات استفاده می‌کند.
باکتری‌ها SRB قابلیت رشد در محدوده pHهای ۰/۴ تا ۵/۹ را دارند، هم چنین گزارش شده که این باکتری قابلیت رشد تا فشار ۵۰۰ اتمسفر را دارد. (۵۸)
موجودات میکروسکوپی
معمولاً مو جودات میکروسکوپی بر حسب توانایی آن‌ها برای رشد در حضور یا عدم حضور اکسیژن طبقه‌بندی می‌شوند. موجوداتی را که در فرایند سوخت وساز خود نیاز به اکسیژن دارند هوازی می‌نامند، این‌ها فقط در محیط‌های مغذی حاوی اکسیژن حل شده رشد می‌کنند. دسته دیگر بی‌هوازی هستند، یعنی بهترین شرایط برای رشد آن‌ها محیط‌های با اکسیژن کم یا بدون اکسیژن می‌باشد.
اگر چه تشدید خوردگی به وسیله موجودات میکروسکوپی خیلی متداول است، تحقیقات جامع کمی برای مشخص کردن این موجودات ومکانسیم دقیق کار آن‌ها صورت گرفته‌است.
باکتری‌های بی هوازی
احتمالاً مهم‌ترین باکتری بی‌هوازی که بر رفتار خوردگی لوله‌ها وتجهیزات فولادی دیگری که در زیر زمین قرار دارند تأثیر می‌گذارد، انواع احیاکننده سولفات (دی سولفوریکن) می‌باشند. این باکتری‌ها بر طبق واکنش شماتیکی زیر سولفات را به سولفید احیا می‌کنند:
SO4-2 + 4H2 → S-2 + 4H2O
منبع هیدروژن واکنش یادشده، هیدروژن آزاد شده موقع انجام واکنش خوردگی یا هیدروژن مشتق شده از سلولز، شکر یا محصولات آلی دیگری که در خاک وجود دارند می‌باشند.
باکتری‌های احیاکننده سولفات تحت شرایط بی‌هوازی مثل خاک رس مرطوب، لجن‌ها و باتلاق‌ها خیلی متداول هستند. وجود یون سولفید به شدت بر واکنش‌های کاتدی و آندی که روی سطح آهن اتفق می‌افتد تأثیر می‌گذارد. سولفید باعث مختل شدن واکنش‌های کاتدی، مخصوصاً واکنش آزاد شدن هیدروژن و تشدید انحلال آندی می‌شود. در اکثر شرایط، تشدید انحلال آندی که منجر به افزایش خوردگی می‌شود، مهم‌ترین تأثیر می‌باشد. واکنش مذکور نشان می‌دهد که در حضور باکتری‌های احیاکننده سولفات محصول خوردگی سولفید آهن است و موقعی که در تماس با یون فرو و یون‌های سولفید قرار داشته باشد، راسب می‌گردد.
باکتری‌های هوازی
باکتری هوازی اکیدکننده گوگرد مثل تیوباسیلوس تیواکسیدان‌ها قادرند گوگرد یا ترکیبات گوگردی را بر طبق واکنش زیر به اسید سولفوریک اکسید نمایند.
2S + 3O2 + 2H2O → 2H2SO4
بهترین محیط برای زندگی این موجودات محیط‌های با pH کم می‌باشد و می‌توانند به صورت موضعی اسید سولفوریک با غلظت تا %۵ وزنی تولید نمایند. بدین ترتیب، باکتری‌های اکسیدکننده گوگرد قادرند شرایط بسیار خورنده ایجاد نمایند. این اجزائ برای زنده ماندن نیاز به گوگرد داشته و در میادین نفتی، در اطراف و در داخل سیسنم لوله کشی فاضلاب که حاوی مواد آلی گوگرد دار می‌باشند وجود دارند. در مورد خطوط فاضلاب، باکتری‌های اکسیدکننده گوگرد باعث خوردگی سریع لوله‌های سیمانی می‌شوند.
باکتری‌های احیاکننده سولفات و اکسیدکننده گوگرد می‌توانند با تغییر شرایط خاک به‌طور دوره‌ای عمل نمایند. بدین ترتیب که باکتری‌های احیاکننده سولفات در فصل‌های بارندگی کهخاک مرطوب است و هوای آن خارج می‌شود به سرعت رشد کنند، و باکتری‌های اکسیدکننده گوگرد در فصل‌های خشک که هوا به داخل خاک نفوذ می‌کند رشد کنند. در بعضی مناطق این تغییرات دوره باعث وارد آمدن خسارات فراوانی به خطوط لوله‌های فولادی زیر زمینی می‌شود. هم چنین واضح است که حضور موجودات میکروسکوپی شرایط اختلاف هوا را در خاک‌ها تشدید می‌کنند.
انواع دیگر موجودات میکروسکوپی
موجودات میکروسکپی دیگری نیز وجود دارند که به‌طور مستقیم یا غیر مستقیم بر رفتار خوردگی فلزات تأثیر می‌گذارند و هنوز عمیقاً مطالعه نشده‌اند. مثلاً چندین نوع باکتری وجود دارند که از هیدروکربن‌ها تغذیه می‌کنند؛ و باعث خراب شدن پوشش‌های قیری لوله‌ها می‌شوند. باکتری آهن گروهی از موجودات میکرویکوپی هستند که آهن فرو را از محلول جذب نموده و آن را به صورت هیدروکسید فرو یا فریک ورقه‌ای در اطراف دیواره‌های سلول خود راسب می‌کنند. رشد باکتری آهن غالباً باعث ایجاد تاول‌هایی روی سطح فولاد شده که منجر به خوردگی شیاری می‌شود. بعضی باکتری‌ها قادرند آمونیاک را به اسید نیتریک اکسید نمایند. اسید نیتریک رقیق باعث خوردگی آهن و اکثر فلزات دیگر می‌شود. لکن در اکثر خاک‌ها مقدار آمونیاک آنقدر بالا نیست که باعث تجمع قابل ملاحظه اسید نیتریک شود؛ ولی این باکتری‌ها در محل‌هایی که از کودهای شیمیا یی آمونیاکی به‌طور وسیعی استفاده شده و در زیر این مزارع خطوط لوله قرار دارند ممکن است مهم باشند. بالاخره اکثر باکتری‌ها دی اکسید کربن نیز تولید می‌کنند، که می‌تواند اسید کربنیک تشکیل داده و خوردگی را افزایش دهد.

## موجودات ماکروسکوپی
قارچ و قارچ‌های کپکی
در واقع قارچ و قارچ‌های کپکی یکی هستند، این دو نام به گروهی از گیاهان که فاقد کلروفیل هستند گفته می‌شود. این موجودات مواد آلی را جذب نموده و مقادیر قابل ملاحظه‌ای اسیدهای آلی منجمله اسید اگزالیک، لاکتیک، استیک و سیتریک تولید می‌نمایند. قارچ‌ها می‌توانند روی اجسام مختلف رشد کنند و مشکل بزرگی هستند، مخصوصاً در مناطق گرمسیری. آشناترین نوع این خوردگی کپک زدن چرم و پارچه‌های دیگر می‌باشد. به علاوه قارچ می‌تواند باعث خوردگی لاستیک، سطح فولاد با یا بدون پوشش شود. در بسیاری موارد وجود قارچ صدمه مکانیکی زیادی وارد نمی‌کند ولی به ظاهر محصول صدمه می‌زند و نامطلوب می‌باشد. علاوه بر تولید اسیدهای آلی، قارچ می‌تواند آغازگر خوردگی شیاری روی سطوح فلزی باشد.
با تمیز کردن در فواصل زمانی معین می‌توان از رشد کپک‌های قارچی جلوگیری نمود یا آن را کاهش داد. همچنین کاهش رطوبت نسبی موقع نگهداری در انبار یا کاربرد مواد آلی سمی (مثل ویوله دوژانسین) نیز در تقلیل رشد کپک‌های قارچی روی سطوح فلزی مؤثر می‌باشند. رشد کپک‌های قارچی روی لاستیک مخصوصاً در کابل‌های زیر زمینی مسئله است، چون سوراخ شدن کامل موضعی لاستیک موجب نشت جریان می‌گردد. جای گزینی لاستیک مصنوعی به جای لاستیک طبیعی روش مؤثری برای جلوگیری از این اتفاق می‌باشد.
موجودات آبزی
آب شیرین و آب شور می‌توانند حاوی هزاران نوع جانوران و گیاهان آبزی شامل کشتی چسب، صدف باریک، جلبک و غیره باشند. این جانوران و گیاهان موقع رشد به سطح فلز می چسپند. تجمع این موجودات باعث خوردگی شیاری و احتمالاً مهمتر، باعث لجن گرفتن سطح فلز می‌گردد. کشتی چسب‌ها و موجودات دیگر به سرعت در کف کشتی‌ها رشد نموده و باعث مشکل تر شدن حرکت و افزایش مقدار سوخت لازم برای حرکت می‌شوند. یک کشتی که به سختی کثیف شده باشد، ممکن است مقدار سوخت لازم برای آن تا %۳۰ افزایش یابد. به همین ترتیب تجمع موجودات ماکرویکوپی در مبدل‌های حرارتی و وسایل شبیه آن‌ها باعث کاهش شدید انتقال حرارت و حرکت سیال شده و ممکن است باعث گرفتگی کامل گردد.
تجمع موجودات زنده ماکروسکوپی به شرایط محیطی دارد. حادترین مسائل در آب‌های نسبتاً کم عمق اتفاق می‌افتد، زیرا در آب‌های عمیق‌تر سطحی وجود ندارد که موجودات زنده به آن بچسبند. بدین ترتیب شرایط بندری در تشکیل رسوبات روی بدنه کشتی‌ها مؤثرند. به‌طور کلی آب‌های گرم برای تولید مثل وتکثیر سریع موجودات زنده ماکروسکوپی مثل کشتی چسب و صدف‌های باریک مناسب هیتند. در آب‌های دریاهای شمالی کثیف شدن سطح فلزات تنها در ماه‌های تابستان اتفاق می‌افتد، در حالیکه در آب‌های جنوبی گرمسیری مسئله کثیف شدن دائمی است. حرکت نسبی بین یک شیئی و آب معمولاً چسبیدن موجودات جاندار به سطح فلز را کاهش می‌دهند. بنابراین در سفینه‌های تندرو مقادیر کمی موجودات جاندار به خود می‌گیرد. در مبدل‌های حرارتی که ازآب دریا برای خنک کردن استفاده می‌شود نیز همین حالت وجود دارد. حرکت سریع آب مانع از کثیف شدن مبدل‌ها می‌شود، در حالی که در سرعت‌های پایین یا موقع خوابیدن واحد مزبور تجمع سریع موجودات جاندار اتفاق می‌افتد. همچنین ماهیت سطح تأثیر بسیار زیادی بر چسبیدن موجودات میکروسکوپی به سطح دارد. سطوح صاف و سخت مکان سبیار خوبی برای چسبیدن می‌باشند، در حالی که سطوح زبر و پوسته پوسته مانع از پسبیدن می‌گردد مثلاً سرعت کثیف شدن فولاد زنگ نزن و آهن در شروع تقریباً برابر است؛ ولی بعد از گذشت زمان سطح آهن به وسیله یک پوسته اکسید آهن پوشیده می‌شود و به سرعت کثیف شدن آن کمتر از سرعت کثیف شدن آن کمتر از سرعت کثیف شدن فولاد زنگ نزن می‌گردد.
برای جلوگیری از کثیف شدن به وسیله موجودات جاندار می‌توان از رنگ‌های خاصی استفاده کرد. این رنگ‌ها حاوی مواد سمی، معمولاً ترکیبات مس هستند. مکانیسم عمل این رنگ‌ها رها کردن یون‌های مس به داخل محیط می‌باشد که باعث مسموم شدن کشتی پسب‌ها و موجودات دیگر و در نتیجه متوقف شدن رشد آن‌ها می‌گردد. در سیستم‌های بسته از روش مشابهی استفاده می‌کنند. بدین ترتیب که مواد سمی گوناگون ضد جلبک مثل کلر و ترکیبات کلردار به محیط اضافه می‌کنند. این روش‌ها بسته به شرایط کاربرد، بیش و کم موفق هستند. لکن تحت شرایطی که موجودات آبزی تجمع می‌کنند، برای اینکه گرفتگی در سیستم پیش نیاید و هم چنین برای جلوگیری از خوردگی شیاری، تمیز کردن در فواصل معین تقریباً همیشه ضروری خواهد بود.

## جلوگیری از خوردگی میکروبیولوژیکی
لازم است قبل از اعمال روش‌های حفاظت، وجود خوردگی میکروبی را اثبات نمود. ساده‌ترین و دقیق‌ترین روش کشت نمونه‌هایی از خاک و مطالعه آن‌ها از نظر موجودات میکروسکوپی می‌باشد. در مورد باکتری‌های احیاکننده سولفات، وجود محصولات خوردگی سولفیدی روی فولادهایی که در زیر زمین کار گذاشته شده‌اند، معمولاً دلیل محکمی بر فعالیت‌های بیولوژیکی است. لکن وجود محصولات خوردگی سولفیدی همواره در اثر باکتری‌های احیاکننده سولفات نمی‌باشد.
چند روش عمومی برای جلوگیری از خوردگی میکروبی وجود دارد. برای جلوگیری از تماس فولاد با محیط غالباً از پوشش‌های قیر معدنی، لعاب، نوار پلاستیکی یا بتن استفاده می‌شود. تمام این روش‌ها بکار برده شده‌اند و نتیجه موفقیت‌آمیز بوده‌است. بتن در حضور باکتری‌های اکسیدکننده گوگرد مطلوب نمی‌باشد. زیرا بتن به وسیلهٔ اسید سولفوریک خورده می‌شود. حفاظت کاتدی نیز برای جلوگیری از خوردگی میکوبیولوژیکی بکار رفته‌است و مخصوصاً موقعی که به همراه پوشش بکار برده می‌شود خیلی مؤثر است. در بعضی موارد می‌توان محیط را تغییر داد و به این وسیله خوردگی میکروبیولوژیکی را کاهش داد. مثلاً گوگرد و ترکیبات گوگردی را غالباً می‌توان با هوا دهی فاضلاب از بین برد. همچنین از ممانعت‌کننده‌های گوگردی می‌توان استفاده کرد؛ و مواد میکوب کش مثل کلر و ترکیبات کلرینه را در سیستم‌های بسته می‌توان به کار برد. در بعضی موارد، موقع ساخت یک شبکه خطوط لوله می‌توان از خاک‌های مرطوب ولجن‌ها دوری کرد. با استفاده از مواد دیگر مثل لوله‌های آزبستی و پلاستیکی به جای لوله‌های فولادی نیز روش مؤثری برای جلوگیری از اثرات مخرب فعالیت‌های میکروبیولوژیکی در بعضی خاک‌های نامطلوب می‌باشد.

## اهمیت MIC
MIC تقریباً می‌تواند در تمامی محیط‌ها از قبیل خاک، آب شیرین، آب دریا و صنایعی همچون نفت، تولید نیرو، و صنایع دریایی روی دهد. عقیده بر این است که MIC مسئول ۲۰ درصد از خسارت ناشی از فرسایندگی می‌باشد. خسارت صنعتی مرتبط با MIC در سال برای مثال در استرالیا به میزان ۶ میلیارد دلار بر اساس تولید ناخالص ملی تخمین زده می‌شود. یک تخمین در سال ۱۹۵۴ از خسارت MIC در لوله‌های دفن شده در زیر زمین برای مثال، رقمی بین نیم تا دو میلیارد دلار آمریکا در سال را نشان می‌دهد، رقمی که از آن زمان تاکنون افزایش یافته‌است. گزارش شده که خسارت کلی به صنایع نفت و گاز می‌تواند بیش از ۱۰۰ میلیون دلار در سال بالغ شود.
حدس زده می‌شود فرسایندگی زیستی عامل ۱۰ درصد از کل موارد فرسایندگی در بریتانیا باشد. MIC همچنین باعث کاهش عمر لوله‌ها در ایالت استرالیای غربی از بیش از ۲۰ سال به کمتر از ۳ سال گردیده است. علاوه بر این، فرسایندگی میکروبی به عنوان یکی از مهم‌ترین دلایل مشکلات فرسایندگی در لوله‌های زیرزمینی به حساب می‌آیند.
باکتری‌های کاهنده سولفات (SRB)، یک باکتری مشهور در زمینه تقویت فرسایندگی، به عنوان عامل فرسایندگی عمده ماشین آلات حفاری و تلبمه زنی و مخزن‌های ذخیره شمرده می‌شوند. گزارش‌ها حاکی از این است که MIC نفت خام را آلوده می‌نماید که باعث افزایش سطح سولفور سوخت‌ها می‌گردد. این باکتری‌ها در فرایندهای ثانویه تصفیه نفت مهم می‌باشد که در آنجا رشد باکتری در آب ورودی می‌تواند سبب مسدود شدن لوله‌های ماشین آلات در این فرایندها گردد. همچنین گمان بر این است که این میکروارگانیسم‌ها نقشی در تولید هیدروکربن‌های نفت ایفا می‌کنند.
ناکامی MIC می‌تواند تأثیر زیست‌محیطی از قبیل آزادسازی D2O (اکسید دیوتریوم یا آب سنگین) به محیط زیست می‌باشد. باکتری‌های کاهنده سولفات مسئول مرگ گسترده ماهی‌ها، و نیز کارگران فاضلاب از طریق ایجاد «مه دودهای سمی» و نیز از بین رفتن محصول برنج در شالیزارها از طریق خالی کردن اکسیژن به حساب می‌آیند.
یک کاربرد دیگر MIC در امور نظامی است که در آن باکتری‌های فرسایندگی که توسط مهندسی ژنتیک تغییر یافته‌اند می‌توانند برای فرسوده‌سازی ماشین آلات و تجهیزات نیروهای دشمن استفاده شوند به گونه‌ای که لجستیک دشمن فلج گردد. این تأثیر، به عنوان «نبرد ضد مصالح» شناخته می‌شود.

## بیو فیلم
اتصال باکتریها با سطح در تماس باعث ایجاد بیو فیلم می‌شود. این بیو فیلم‌ها در مقابل مواد شوینده و پاک‌کننده مقاوم هستند و آن‌ها را معمولاً در هر جایی که آب یا یک مایع آلی وجود دارد، می‌توان یافت. محققان علم میکرو بیولوژی در حال دستیابی به این نتیجه می‌باشند که بیو فیلم‌ها بسیار پیچیده‌تر بوده و به شکل شهرهایی از یک یا چند نوع باکتری تشکیل شده و با یکدیگر همکاری می‌کنند تا مواد غذایی را از اطراف خود جمع‌آوری، عمل آوری و از میان بردارند.
تشکیل بیو فیلم باکتریها را نسبت به مواد ضد باکتری مقاوم تر می‌سازد. نتایج به دست آمده نشان داده است که شرایط استرس سبب افزایش چسبیدن باکتریایی می‌شود در حالی که توانایی چسبیدن به سویه باکتریایی ارتباط دارد ولی متناسب با غلظت ماده غذایی نیست.
سلولها در بخش‌های مختلف بیو فیلم احتمالاً از نظر دسترسی به مواد غذایی و شرایط فیزیکی و شیمیایی در وضعیت‌های متفاوتی قرار می‌گیرند؛ بنابراین بیو فیلم‌ها نه تنها غالباً مخلوط و حاوی گونه‌های مختلف هستند بلکه از فنوتیپ‌هایی متفاوت از یک گونه تشکیل شده‌اند. میزان رشد احتمالاً در اعماق بیو فیلم کند است و با شیب غلظت غذایی افزایش می‌یابد. تشکیل بیو فیلم تصور می‌شود که منافع زیادی برای ارگانیسم‌های متشکله دارد از جمله محافظت در برابر سیستم ایمنی میزبان در invivo مقاومت در برابر آنتی بیوتیک‌ها همچنین حفظ و نگهداری محیط فیزیکی و شیمیایی مناسب برای رشد و بقا بنابراین آن‌ها قادرند در شرایط نامساعد محیطی مقاومت کرده و به حیات خود ادامه دهند.
در طبیعت و سیستم‌های غذایی، میکروارگانیسم‌ها با کمک مواد غذایی به سطوح سخت می‌چسبند و به این ترتیب به راحتی رشد می‌نمایند. این میکروارگانیسم‌ها در مراحل اول بر روی سطوح رسوب می‌نمایند و در مراحل بعدی به این سطوح متصل گشته، رشد نموده و تکثیر یافته و ایجاد پر گنه‌ها در مراحل بعدی بزرگتر شده و سایر مواد آلی و غیرآلی، مواد مغذی و سایر میکروارگانیسم‌ها را به تله می‌اندازد و به این ترتیب بیو فیلم میکروبی ایجاد می‌شود. اصطلاح بیو فیلم مربوط به ماتریکس فعال بیولوژیکی سلول‌ها و مواد خارجی سلولی است که در یک سطح سخت مشاهده می‌شود. با وجود این بر اساس مطالعات کوسترتون و همکارانش بیو فیلم مجموعه‌ای از میکروارگانیسم‌ها است که به یک سطح متصل شده و در بین مواد پلی مریک خارج سلولی (EPS) تولید شده توسط میکروارگانیسم‌ها قرار می‌گیرد.
امکان تشکیل بیو فیلم در هر سطحی که در محیط حاوی باکتری‌ها قرار گیرد، وجود دارد. در مکان‌ها فراوی مواد غذایی، باکتری‌ها همراه با سایر مولکول‌های آلی و غیرآلی نظیر پروتئین‌های گوشت و غیر جذب مطرح شده و شرایط ایجاد بیو فیلم را فراهم می‌کنند. این مولکول‌های آلی، غیر آلی و میکروارگانیسم‌ها از طریق انتشار یا جریان متلاطم مایع بر روی سطوح منتقل می‌شوند. در این بین سرعت انتقال و میزان جذب این اجزاء بر روی سطوح از اهمیت یکسانی برخوردار است. احتباس مولکول‌ها در تقابل سطح سخت و مایع بر روی سطوح تماسی با غذا (معمولاً پیش لایه نامیده می‌شود) منجر به غلظت بالای مواد مواد مغذی در مقایسه با فاز مایع می‌شود.
انتقال ماده مغذی در فاز مایع بسیار سریع تر از سلول‌های باکتریایی در بیو فیلم‌ها می‌باشد. این افزایش در میزان مواد غذایی، امکان ایجاد بیو فیلم را افزایش می‌دهد و از طرف دیگر به محیط رقابتی بستگی دارد که در تشکیل بیو فیلم شرکت می‌نماید.